# 苞鳞蟹甲草
苞鳞蟹甲草（学名：Parasenecio phyllolepis）为菊科蟹甲草属的植物，为中国的特有植物。分布在中国大陆的湖北等地，生长于海拔1,000米至2,500米的地区，常生于山坡林下及沟边，目前尚未由人工引种栽培。

## 异名
- Cacalia hupehensis Hand.-Mazz.
- Cacalia phyllolepis (Franch.)Hand.-Mazz.